# Andrea Vital
Andrea Vital (* 11. September 1855 in Pontresina; † 13. Oktober 1943 in Ftan, reformiert, heimatberechtigt in Sent sowie Ftan) war ein Schweizer Politiker (FDP).

## Leben
Andrea Vital, Spross einer aus Sent stammenden Familie, kam am 11. September 1855 in Pontresina als Sohn des Pfarrers Nicola Vital (* 1823, † 1882) und der Barbara Lina geborene Corradini (* 1833, † 1907) zur Welt. Er war das zweite von neun Kindern. Vital besuchte zunächst in Ftan die Dorfschule, anschliessend das Institut a Porta, bevor er die Matura an der Kantonsschule in Chur ablegte. Danach absolvierte er ein Studium der Rechte an den Universitäten Strassburg, Leipzig, München und Zürich (1875–1878). Ab 1878 war Andrea Vital als Anwalt in Ftan tätig.
Andrea Vital, Vater des Künstlers Edgar Vital (1883–1970), war mit Catharina (* 1862, † 1938), der Tochter des Kopenhagener Cafetiers Stephan à Porta, verheiratet. Er verstarb am 13. Oktober 1943 im Alter von 88 Jahren in Ftan.

## Politischer Werdegang
Andrea Vital, Mitglied der Freisinnig-Demokratischen Partei, bekleidete zu Beginn seiner politischen Karriere in Ftan das Amt des Kreis- und Bezirksgerichtspräsidenten. Auf kantonaler Ebene vertrat er seine Region von 1879 bis 1895 sowie 1917 bis 1923 im Bündner Grossrat, dem er 1892 als Standespräsident vorstand. 1894 erfolgte seine Wahl in den Bündner Regierungsrat, dem er bis 1902 angehörte und den er 1895 sowie 1900 präsidierte. Dort förderte er als erster Vorsteher des Erziehungsdepartements insbesondere den Romanischunterricht. Nach den Parlamentswahlen 1899 sass er bis 1919 als markanter Vertreter der romanischen Minderheit im Nationalrat.
Andrea Vital war massgeblich an der Bündner Verfassungsrevision von 1894 sowie den Wasserrechtsvorlagen, 1906 auf kantonaler, 1916 auf Bundesebene, beteiligt. Ausserdem fungierte er in den Jahren 1897 bis 1925 als Präsident der Societad Retorumantscha.